# Klementyna Anna Świca

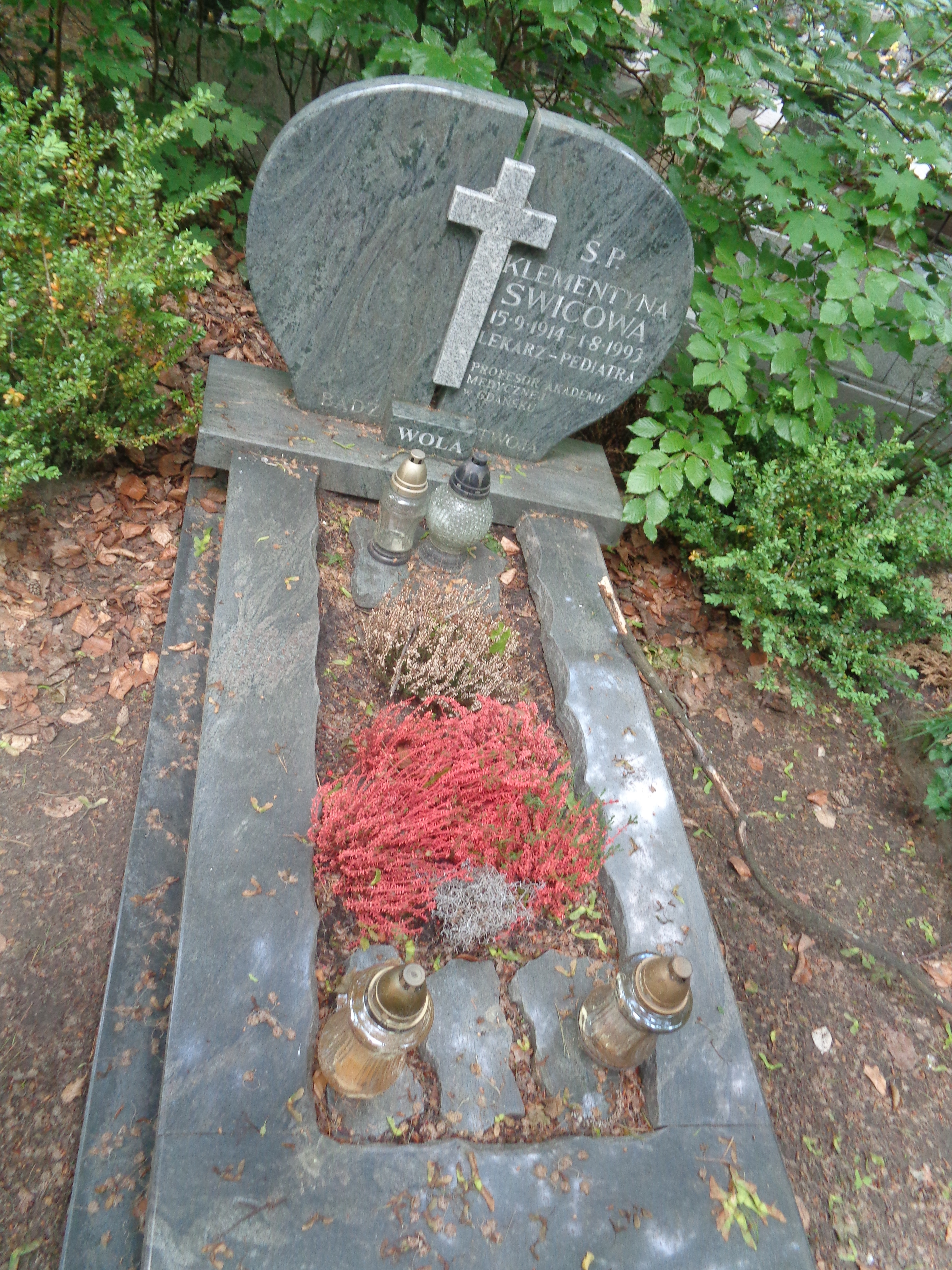
Grób Klementyny Świcy na Cmentarzu Srebrzysko w Gdańsku

Klementyna Anna Świca (ur. 15 listopada 1914 w Samborze, zm. 1 sierpnia 1993 w Gdańsku) – lekarz pediatra, profesor nauk medycznych, pracownik naukowy Akademii Medycznej w Gdańsku.

## Życiorys
Jej rodzicami byli Tadeusz Amirowicz, nauczyciel i Karolina z domu Rak, gospodyni domowa. W 1933 roku zdała maturę w gimnazjum w Samborze. W tym samym roku rozpoczęła studia na kierunku lekarskim na Uniwersytecie Poznańskim. Na trzecim roku studiów przeniosła się na Wydział Lekarski Uniwersytetu im. Jana Kazimierza we Lwowie. W 1939 roku uzyskała dyplom lekarski. Rok później została zatrudniona na Oddziale Wewnętrznym i Gruźliczym Miejskiego Szpitala św. Jana w Lublinie, gdzie poznała swojego przyszłego męża Stanisława, również lekarza. Pracowała także w Ambulatorium Chorób Dziecięcych i Miejskim Domu Dziecka. W roku 1943 zamieszkała w Krasnymstawie, gdzie podjęła pracę jako lekarz w Ubezpieczalni Społecznej. W trakcie działań wojennych zaangażowała się w pomoc medyczną partyzantom oraz w ratowanie dzieci kobiet przebywających w obozie koncentracyjnym w Majdanku.
W 1947 roku Klementyna Anna Świca zamieszkała w Gdańsku, zaczynając pracę od wolontariatu w Klinice Dziecięcej Akademii Lekarskiej w Gdańsku. Jeszcze w tym samym roku otrzymała etat starszego asystenta. W latach 1948–1950 zatrudniona była dodatkowo w gdańskim Miejskim Ośrodku Zdrowia. W roku 1950 objęła stanowisko adiunkta AL. W kolejnym roku powołana została na  konsultanta powiatowego do spraw pediatrii. Rok ten przyniósł jej także podniesienie kwalifikacji poprzez uzyskanie specjalizacji II stopnia z pediatrii. W 1961 r. obroniła napisaną pod kierunkiem Kazimierza Erecińskiego pracę doktorską pt. „Postać mózgowa choroby Heinego Medina”. W 1967 roku podniesiono ją do godności ordynatora oddziału dziecięcego Kliniki Chorób Zakaźnych Akademii Medycznej w Gdańsku. W 1968 r. uzyskała stopień naukowy doktora habilitowanego nauk medycznych na podstawie dysertacji pt. „Aktywność aminotransferazy asparaginianowej i alaninowej w płynie mózgowo-rdzeniowym u dzieci w przebiegu niektórych chorób ośrodkowego układu nerwowego”. Otrzymała wtenczas awans na stanowisko docenta. W roku 1977 nadano jej tytuł profesora nadzwyczajnego. Dodatkowo od 1976 roku była kierownikiem I Kliniki Chorób Dzieci AMG i dyrektorem Instytutu Pediatrii AMG. W 1984 roku przeszła na emeryturę. Zmarła 01.08.1993 r. Pochowana została na Cmentarzu Srebrzysko(rejon IX, taras III wojskowy). Była matką Anny Świcy-Gardzilewicz (1942-2025), okulistki, doktora nauk medycznych i Piotra Świcy, (ur. 1951) internisty, doktora nauk medycznych.
Badania naukowe K. A. Świcy obejmowały zagadnienia chorób infekcyjnych u dzieci. Zajmowała się problemami gruźlicy, chorobą Heinego Medina i polio. W kręgu jej zainteresowań były między innymi enteropatia enzymatyczne, zaburzenia krzepnięcia w przebiegu posocznicy oraz zaburzeniami metabolicznymi u dzieci w przebiegu biegunek. Pracowała w Komisji Zdrowia Wojewódzkiej Rady Narodowej oraz Komisji Dyscyplinarnej Wojewódzkiego Wydziału Zdrowia.

## Przynależność do organizacji[2]
- Związek Zawodowy Lekarzy;
- Polski Czerwony Krzyż;
- Polskie Towarzystwo Pediatryczne;
- Polskie Towarzystwo Lekarskie
- Polskie Towarzystwo Epidemiologów i Lekarzy Chorób Zakaźnych

## Odznaczenia[1]
- Srebrny Krzyż Zasługi;
- Krzyż Kawalerski Orderu Odrodzenia Polski;
- Medal Komisji Edukacji Narodowej;
- Medal 30-lecia Polski Ludowej;
- Medal 40-lecia Polski Ludowej;
- Medal Pamiątkowy Akademii Medycznej w Gdańsku;
- Odznaka 1000-lecia Państwa Polskiego;
- Odznaka „Za Wzorową Pracę w Służbie Zdrowia”;
- Odznaki honorowe I i III stopnia Polskiego Czerwonego Krzyża;
- Odznaka „Zasłużony Ziemi Gdańskiej”;
- Odznaka „Za Zasługi dla Województwa Słupskiego”.

## Upamiętnienie
W Gdańsku przy ul. Dębinki 1 znajduje się Niepubliczne przedszkole im. Prof. Klementyny Świcowej. Uroczyste nadanie imienia placówce odbyło się 8 czerwca 2000 roku. Pamiątkową tablicę odsłonił syn patronki dr Piotr Świca.